# Konstanty Pietkiewicz
Konstanty Pietkiewicz (ur. 29 maja 1908 w Wilnie, zm. 1980) – polski inżynier i manager kolejowy.
Syn Jana i Konstancji. Uzyskał tytuł inżyniera. Pełnił cały szereg funkcji na PKP, m.in. dyrektora DOKP w Szczecinie (1952-1954) i Wrocławiu (1955–1974), następnie dyrektora Centralnego Ośrodka Badań i Rozwoju Kolejnictwa w Warszawie (1974-). Był też przewodniczącym Wojewódzkiej Komisji Rewizyjnej PZPR we Wrocławiu (1973-).